# Anthony Reid

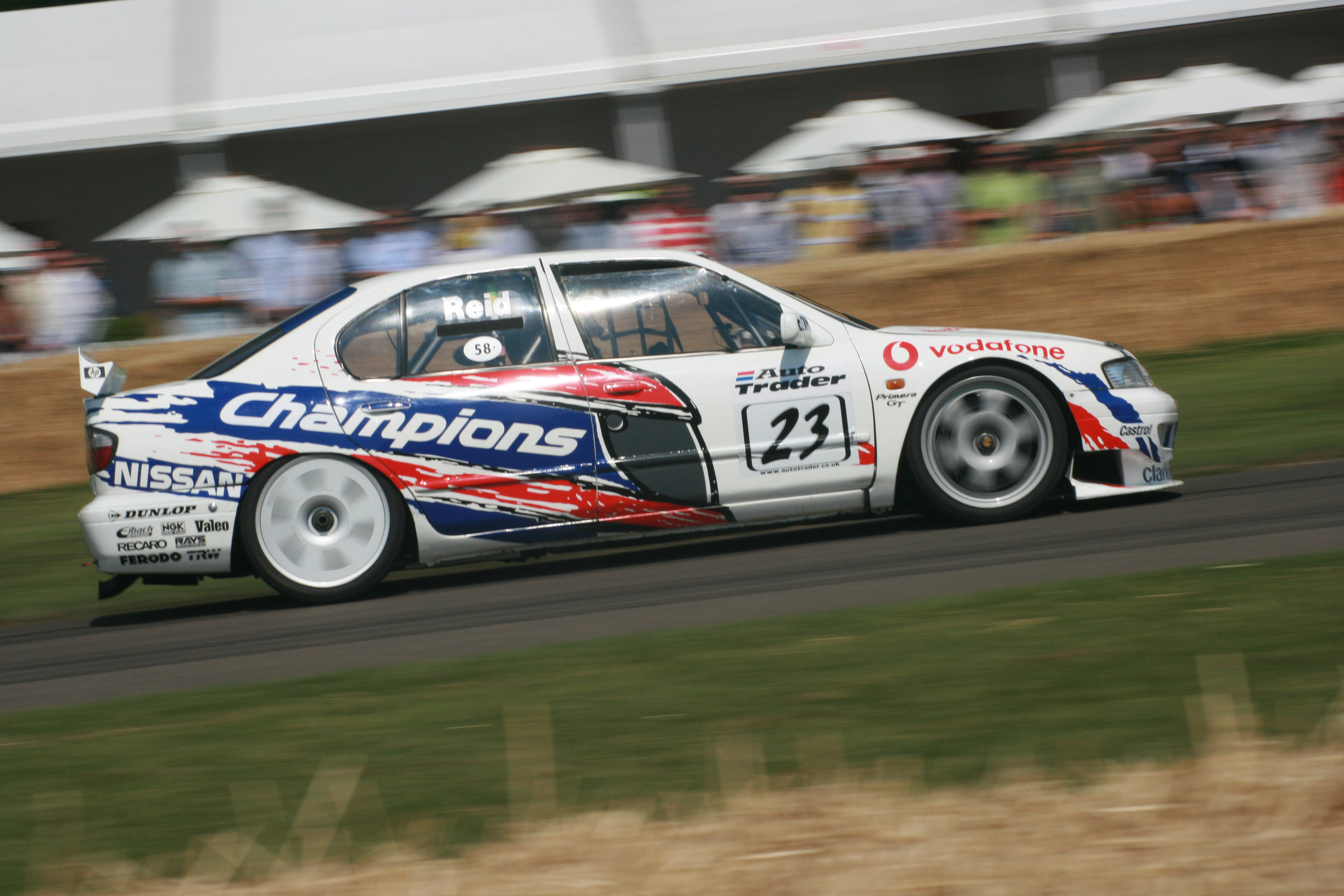
Anthony Reid sulla
Nissan Primera con cui è arrivato 2° al BTCC 1998

Robert Anthony Maxwell Reid (Glasgow, 17 maggio 1957) è un pilota automobilistico britannico, con all'attivo sei partecipazioni alla 24 ore di Le Mans (1990, 1991, 1996, 2001, 2002 e 2005).

## Palmarès
- 1992: 1° All-Japan Formula Tre

Champion
- 1993: 3° al Japanese Touring Car Championship
- 1998: 2° British Touring Car Championship
- 2000: 2° British Touring Car Championship
- 2008: 1° 200 km di Buenos Aires (con José María López)[1]
- 2011: 1° al British GT

### Japanese Touring Car Championship (1994-)
| Anno | Team                | Auto               | 1       | 2       | 3         | 4        | 5        | 6       | 7        | 8       | 9       | 10      | 11        | 12      | 13       | 14        | 15      | 16        | 17      | 18      | Pos | Punti |
| ---- | ------------------- | ------------------ | ------- | ------- | --------- | -------- | -------- | ------- | -------- | ------- | ------- | ------- | --------- | ------- | -------- | --------- | ------- | --------- | ------- | ------- | --- | ----- |
| 1994 | Team HKS            | Vauxhall Cavalier  | AUT 1   | AUT 2 1 | SUG 1 Rit | SUG 2 NP | TOK 1    | TOK 2 3 | SUZ 1 12 | SUZ 2 5 | MIN 1 7 | MIN 2 8 | AID 1 Rit | AID 2 7 | TSU 1 5  | TSU 2 Rit | SEN 1 9 | SEN 2 Rit | FUJ 1 2 | FUJ 2 1 | 4º  | 106   |
| 1995 | HKS Opel Team Japan | Opel Vectra GT     | FUJ 1 2 | FUJ 2 3 | SUG 1 Rit | SUG 2 16 | TOK 1 19 | TOK 2 8 | SUZ 1    | SUZ 2 3 | MIN 1 8 | MIN 2 1 | AID 1 5   | AID 2 1 | SEN 1 SQ | SEN 2 NP  | FUJ 1   | FUJ 2     |         |         | 4º  | 87    |
| 1996 | BMS Scuderia Italia | Nissan Primera GTe | FUJ 1   | FUJ 2   | SUG 1     | SUG 2    | SUZ 1    | SUZ 2   | MIN 1    | MIN 2   | SEN 1   | SEN 2   | TOK 1     | TOK 2   | FUJ 1 2  | FUJ 2 1   |         |           |         |         | 13º | 27    |

### Super Tourenwagen Cup
| Anno | Team                  | Auto               | 1        | 2         | 3        | 4        | 5        | 6         | 7        | 8        | 9       | 10        | 11       | 12        | 13      | 14      | 15    | 16    | 17        | 18      | Pos | Punti |
| ---- | --------------------- | ------------------ | -------- | --------- | -------- | -------- | -------- | --------- | -------- | -------- | ------- | --------- | -------- | --------- | ------- | ------- | ----- | ----- | --------- | ------- | --- | ----- |
| 1996 | Nissan Primera Racing | Nissan Primera GTe | ZOL 1 22 | ZOL 2 Rit | ASS 1 17 | ASS 2 11 | HOC 1 12 | HOC 2 Rit | SAC 1 20 | SAC 2 17 | WUN 1 7 | WUN 2 Rit | ZWE 1 14 | ZWE 2 Rit | SAL 1 3 | SAL 2 3 | AVU 1 | AVU 2 | NÜR 1 Rit | NÜR 2 9 | 18º | 147   |

### British Touring Car Championship
| Anno | Team                   | Auto              | 1         | 2         | 3         | 4         | 5         | 6          | 7        | 8        | 9        | 10        | 11        | 12         | 13        | 14        | 15        | 16        | 17        | 18       | 19       | 20        | 21        | 22        | 23        | 24         | 25       | 26        | 27        | 28       | 29        | 30      | Pos | Punti |
| ---- | ---------------------- | ----------------- | --------- | --------- | --------- | --------- | --------- | ---------- | -------- | -------- | -------- | --------- | --------- | ---------- | --------- | --------- | --------- | --------- | --------- | -------- | -------- | --------- | --------- | --------- | --------- | ---------- | -------- | --------- | --------- | -------- | --------- | ------- | --- | ----- |
| 1997 | Vodafone Nissan Racing | Nissan Primera GT | DON 1 Rit | DON 2 Rit | SIL 1 Rit | SIL 2 Rit | THR 1 8   | THR 2 4    | BRH 1 5  | BRH 2 14 | OUL 1 7  | OUL 2 Rit | DON 1 11  | DON 2 Rit  | CRO 1 Ret | CRO 2 8   | KNO 1 5   | KNO 2 Rit | SNE 1 Rit | SNE 2 10 | THR 1 13 | THR 2 Rit | BRH 1 Rit | BRH 2     | SIL 1 2   | SIL 2 Rit  |          |           |           |          |           |         | 11º | 56    |
| 1998 | Vodafone Nissan Racing | Nissan Primera GT | THR 1 8   | THR 2 13  | SIL 1 7   | SIL 2 3   | DON 1 Rit | DON 2 6    | BRH 1 2  | BRH 2 3  | OUL 1 5  | OUL 2 3*  | DON 1     | DON 2 Rit* | CRO 1 2   | CRO 2 3   | SNE 1     | SNE 2 NC  | THR 1     | THR 2 6  | KNO 1    | KNO 2 7   | BRH 1     | BRH 2 2*  | OUL 1 2   | OUL 2 1*   | SIL 1 5  | SIL 2 1*  |           |          |           |         | 2º  | 239   |
| 1999 | Ford Team Mondeo       | Ford Mondeo       | DON 1 Rit | DON 2 Rit | SIL 1 7   | SIL 2 SQ  | THR 1 8   | THR 2 Rit  | BRH 1 2  | BRH 2 8  | OUL 1 4  | OUL 2 5   | DON 1 11  | DON 2 9    | CRO 1 Rit | CRO 2 10* | SNE 1 Rit | SNE 2 11  | THR 1 Rit | THR 2 7* | KNO 1 4  | KNO 2 Rit | BRH 1 8   | BRH 2 12* | OUL 1 12  | OUL 2 8    | SIL 1 4  | SIL 2 3   |           |          |           |         | 12º | 78    |
| 2000 | Ford Team Mondeo       | Ford Mondeo       | BRH 1 5   | BRH 2 2*  | DON 1 3   | DON 2 4   | THR 1 2   | THR 2 4    | KNO 1 3  | KNO 2 3  | OUL 1 5  | OUL 2 3   | SIL 1 2   | SIL 2 Rit  | CRO 1 2   | CRO 2 SQ  | SNE 1 4   | SNE 2 6   | DON 1     | DON 2 3* | BRH 1 8  | BRH 2 4   | OUL 1     | OUL 2 2*  | SIL 1 7   | SIL 2 Rit* |          |           |           |          |           |         | 2º  | 193   |
| 2001 | MG Sport & Racing      | MG ZS             | BRH 1     | BRH 2     | THR 1     | THR 2     | OUL 1     | OUL 2      | SIL 1    | SIL 2    | MON 1    | MON 2     | DON 1     | DON 2      | KNO 1     | KNO 2     | SNE 1     | SNE 2     | CRO 1     | CRO 2    | OUL 1    | OUL 2     | SIL 1 12  | SIL 2 7   | DON 1 10  | DON 2 Rit  | BRH 1    | BRH 2 Rit |           |          |           |         | NC† | 0†    |
| 2002 | MG Sport & Racing      | MG ZS             | BRH 1 4   | BRH 2 3   | OUL 1 5   | OUL 2 Rit | THR 1 3   | THR 2 Rit* | SIL 1 SQ | SIL 2 2* | MON 1 5  | MON 2 4*  | CRO 1 Rit | CRO 2 3    | SNE 1 4   | SNE 2 10  | KNO 1 2   | KNO 2 6*  | BRH 1     | BRH 2 5* | DON 1 4  | DON 2 8   |           |           |           |            |          |           |           |          |           |         | 4º  | 136   |
| 2003 | MG Sport & Racing      | MG ZS             | MON 1 Rit | MON 2 Rit | BRH 1 4   | BRH 2 4   | THR 1 Rit | THR 2 4*   | SIL 1 10 | SIL 2 4* | ROC 1 6  | ROC 2 2*  | CRO 1 5   | CRO 2 1*   | SNE 1 5   | SNE 2 3   | BRH 1 7   | BRH 2 4   | DON 1 Rit | DON 2 9  | OUL 1 5  | OUL 2 4   |           |           |           |            |          |           |           |          |           |         | 6º  | 121   |
| 2004 | West Surrey Racing     | MG ZS             | THR 1 4   | THR 2 6   | THR 3 2   | BRH 1 Rit | BRH 2 4   | BRH 3 2    | SIL 1 6  | SIL 2 3  | SIL 3 4* | OUL 1 10  | OUL 2 3   | OUL 3 Rit  | MON 1 2   | MON 2 5   | MON 3 9   | CRO 1 1*  | CRO 2 8   | CRO 3 6  | KNO 1 1* | KNO 2 7   | KNO 3 1*  | BRH 1 12  | BRH 2 Rit | BRH 3 6    | SNE 1 8  | SNE 2     | SNE 3 5   | DON 1 5  | DON 2 4   | DON 3 8 | 4º  | 213   |
| 2009 | Team RAC               | BMW 320si         | BRH 1     | BRH 2     | BRH 3     | THR 1     | THR 2     | THR 3      | DON 1    | DON 2    | DON 3    | OUL 1     | OUL 2     | OUL 3      | CRO 1     | CRO 2     | CRO 3     | SNE 1     | SNE 2     | SNE 3    | KNO 1    | KNO 2     | KNO 3     | SIL 1 Rit | SIL 2 14  | SIL 3 12   | ROC 1 11 | ROC 2 12  | ROC 3 Rit | BRH 1 10 | BRH 2 Rit | BRH 3 7 | 20º | 5     |

† Non eleggibile per punti